# الجراحة العصبية العالمية
تمثل الجراحة العصبية العالمية مجال تقاطع الصحة العامة والجراحة العصبية السريرية. هدفها توسيع نطاق الرعاية في مجال الجراحة العصبية المطورة والعادلة على مستوى العالم.

## التعريف والتاريخ
تُعرّف الجراحة العصبية العالمية بأنها «ممارسة الجراحة العصبية في النطاق السريري ونطاق الصحة العامة والهدف الأساسي لها ضمان توفير الرعاية الآمنة في مجال الجراحة العصبية في الوقت المناسب وبتكلفة معقولة لجميع محتاجيها». استُخدم مصطلح الجراحة العصبية العالمية أول مرة في عام 1995 من قبل جراح الأعصاب الكندي دوايت باركنسون لوصف الرعاية السريرية الشاملة في مجال الجراحة العصبية في مانيتوبا. لكن استخدام المصطلح وفق ما هو محدد اليوم بدأ في منتصف العقد الثاني من هذا القرن. تكوّن التعريف الحديث للجراحة العصبية العالمية من مزيج من الصحة العالمية والجراحة العصبية. وبهذا فإن الجراحة العصبية العالمية تُعتبر تخصصًا فرعيًا للصحة العالمية ضمن نطاق الجراحة العالمية.

## عبء الأمراض في الجراحة العصبية
يتأثر نحو 22.6 مليون شخص بأمراض قابلة للمعالجة من خلال الجراحة العصبية كل عام، ويحتاج 13.8 مليون إلى تدخل جراحي.يتوزع عبء أمراض الجراحة العصبية بشكل غير متناسب على مستوى العالم، إذ تتحمل البلدان منخفضة ومتوسطة الدخل أكثر من 78.1% من الحالات. وتفتقر هذه البلدان إلى القوى العاملة والبنية التحتية والتمويل والبيانات اللازمة لمواجهة عبء هذه الأمراض. يواجه المرضى من البلدان ذات الدخل المرتفع، وخاصة في المناطق الريفية ومن خلفيات محرومة اقتصاديًا، تحديات فريدة في الحصول على الرعاية الآمنة في مجال الجراحة العصبية في الوقت المناسب وبتكلفة معقولة. لهذا السبب، ركزت معظم أعمال الجراحة العصبية العالمية على الوصول إلى الرعاية في البلدان المنخفضة والمتوسطة على الرغم من الطبيعة العالمية للتفاوتات في الوصول إلى الرعاية في الجراحة العصبية.

## الممارسة
تتضمن ممارسة الجراحة العصبية العالمية المناصرة والتعليم والسياسات والبحث وتقديم الخدمات. مكونات ممارسة الجراحة العصبية العالمية مترابطة ولكن جراحي الأعصاب العالميين يميلون إلى تركيز ممارستهم على واحد أو اثنين منها. وسمح هذا الاتجاه بالتخصص وزيادة التعاون بين الأفراد والمؤسسات.

### المناصرة
تُبذل جهود المناصرة على المستويات الدولية والإقليمية والمحلية وبالتعاون مع المبادرات الصحية التي تشترك مع الجراحة العصبية العالمية في الأهداف - التغطية الصحية الشاملة والتنمية المستدامة. على الصعيد الدولي، تشارك مجموعات المناصرة العالمية للجراحة العصبية في الأحداث رفيعة المستوى المتعلقة بالسياسات الصحية مثل جمعية الصحة العالمية والجمعية العامة للأمم المتحدة. أسهم المدافعون العالميون عن الجراحة العصبية في الكثير من القرارات المهمة مثل استخدام مكملات حمض الفوليك والكشف عن التشوهات الخلقية والتعامل معها والوقاية من الإصابات. على المستوى المحلي، تتكون مجموعات المناصرة للجراحة العصبية العالمية من العاملين الصحيين وغيرهم من المناصرين. تؤثر هذه المجموعات على صناع القرار المحليين وتنشط أيضًا على المستوى الدولي. الكثير من مجموعات المناصرة المحلية حاصل على العضوية في مجموعات المناصرة الدولية مثل تحالف جي فور والاتحاد الدولي للأشخاص والمنظمات من أجل السنسنة المشقوقة واستسقاء الرأس، والاتحاد الدولي للسنسنة المشقوقة واستسقاء الرأس. تعمل مجموعات المناصرة العالمية المحلية للجراحة العصبية ضمن هذه المنظمات الدولية لتنسيق جهود المناصرة إقليميًا وعالميًا.

### التعليم
يركز التعليم في مجال الجراحة العصبية العالمية على جانبين. أولًا، التدريب في مجال الجراحة العصبية العالمية الموجه للمتخصصين بهدف خدمة المناطق التي تعاني من نقص الموارد. يركز هذا التدريب في المقام الأول على تقديم خدمات آمنة وعالية الجودة ضمن المجتمعات المحرومة. يمكن تقسيم هذه الجهود التعليمية إلى تدريب غير متخصص ومتخصص. يهدف التدريب أو التعليم غير المتخصص إلى مشاركة المهمات أو تحويلها ليتولاها العاملون في مجال الرعاية الصحية من غير المتخصصين مثل الجراحين العامين والمسؤولين السريريين والممارسين العامين. التدريب غير المتخصص مهم بشكل خاص في زيادة الوصول السريع إلى الرعاية الأساسية والطارئة في مجال الجراحة العصبية. بالمقارنة مع التدريب المتخصص، يكون التدريب غير المتخصص أقصر ويجرى في مجموعات أكبر ويحتاج موارد أقل. يمكن أن يستمر التدريب المتخصص في الجراحة العصبية زمنًا يتراوح بين بضعة أشهر و8 سنوات تبعًا لمستوى التدريب. الزمالات الطبية للدراسات العليا في أحد التخصصات الفرعية للجراحة العصبية متوفرة للمقيمين/المسجلين في الجراحة العصبية ويمكن أن تستمر ما بين ثلاثة أشهر و24 شهرًا. من ناحية أخرى، تستمر الإقامة بقصد الاختصاص في الجراحة العصبية ما بين 4 و8 سنوات.
النطاق الآخر الذي يركز عليه التعليم في مجال الجراحة العصبية العالمية الزمالات التي تُعرّف المتدربين على مفهومات الصحة العالمية والعامة. تعد زمالات الجراحة العصبية العالمية جديدة نسبيًا ولكنها تحظى بشعبية متزايدة لدى مؤسسات مثل كامبريدج وكورنيل وديوك وهارفارد وجامعة كيب تاون التي تقدم تدريبًا متخصصًا.